# Légion étrangère (film, 1948)
Pour les articles homonymes, voir Légion étrangère (homonymie).
Pour plus de détails, voir Fiche technique et Distribution.
Légion étrangère (titre original: Rogue's Regiment) est un film d'espionnage américain réalisé par Robert Florey et sorti en 1948.

## Synopsis
Un agent secret américain, chasseur de nazis, est sur la piste de l'ancien criminel de guerre Martin Bormann, soupçonné de s'être caché dans la Légion étrangère en Indochine. Il va faire équipe avec un agent du service de renseignement français....

## Fiche technique
- Titre original: Rogue's Regiment
- Titre français : Légion étrangère
- Réalisation : Robert Florey
- Producteur : Robert Buckner
- Image : Maury Gertsman
- Scénario : Robert Buckner, Robert Florey
- Costumes : Orry-Kelly
- Musique : Daniele Amfitheatrof
- Montage : Ralph Dawson
- Durée : 86 minutes
- Date de sortie : 28 septembre 1948

## Distribution
- Dick Powell : Whit Corbett
- Märta Torén : Lili Maubert
- Vincent Price : Mark Van Ratten
- Stephen McNally : Carl Reicher
- Edgar Barrier : Colonel Mauclaire
- Henry Rowland : Erich Otto Heindorf
- Carol Thurston : Li-Ho-Kay
- James Millican : Cobb
- Richard Loo : Kao Pang
- Philip Ahn : Tran Duy Gian
- Richard Fraser : Rycroft
- Otto Reichow : Stein
- Kenny Washington : Sam Latch
- Dennis Dengate : O'Hara
- Frank Conroy : Colonel Lemercier
- John Doucette
- Barry Norton

## Production
Max Ophüls devait réaliser le film, mais Robert Florey lui a été préféré.